# كاتدرائية المخلص (سرقسطة)

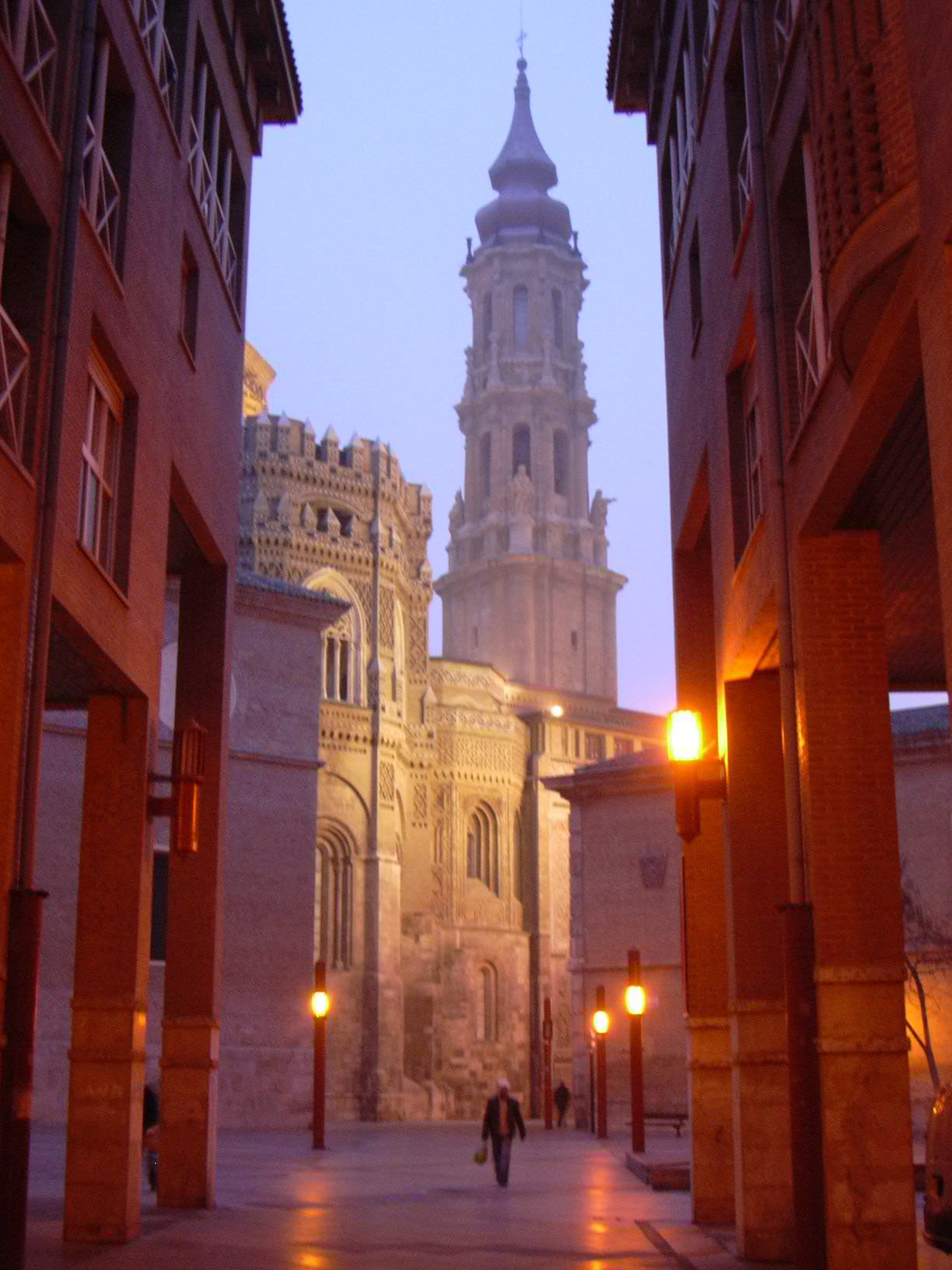

كاتدرائية المُخَلِّص (بالإسبانية: Catedral del Salvador)‏ هي كاتدرائية رومانية كاثوليكية في سرقسطة بإسبانيا ومصنف كأحد مواقع التراث العالمي. كان مسجداً بناه حنش بن عبد الله الصنعاني ويعد من أقدم مساجد الأندلس.